# A Bigger Splash (film)
A Bigger Splash är en dramafilm från 2015 regisserad av Luca Guadagnino. Titeln är hämtad från tavlan A Bigger Splash av konstnären David Hockney.
Filmen handlar om rockstjärnan Marianne Lane (spelad av Tilda Swinton) som åker på semester till ön Pantelleria i södra Italien tillsammans med sin pojkvän, filmregissören Paul (som spelas av Matthias Schoenaerts). När hennes gamle vän Harry (Ralph Fiennes) och hans dotter Penelope (Dakota Johnson) dyker upp på ön tar parets romantiska semester en ny vändning. Filmens handling är inspirerad av filmen Bassängen.